# Presidentens regemente (Ryssland)
Presidentens regemente (ry: Президентский полк Комендатуры Московского Кремля), är ett garnisonsregemente förlagt till Moskvas Kreml.

## Uppdrag
Presidentens regemente har till uppgift att skydda den högsta statsledningen i Ryssland samt Kreml. Det ansvarar för hedersvakten vid den Okände soldatens grav i Moskva och deltar i statsceremonier. Ryska federationens president är regementets chef. Det är förlagt till arsenalen i Kreml.

## Organisation
- Stab
- 1. bataljonen
  - 2. - 5. kompanierna
- 2. bataljonen
  - 6. - 9. kompanierna
- 3. bataljonen
  - 1. särskilda gardeskompaniet
  - 11. särskilda gardeskompaniet
  - Fordonskompaniet
- Beridna hederseskorten
  - 10. kompaniet
  - 12. kompaniet
  - 1. - 2. kavalleriskvadronerna
  - Understödskompani
- Operativa reservbataljonen
  - Operativa reservkompaniet
  - Säkerhetskompaniet

## Bildgalleri

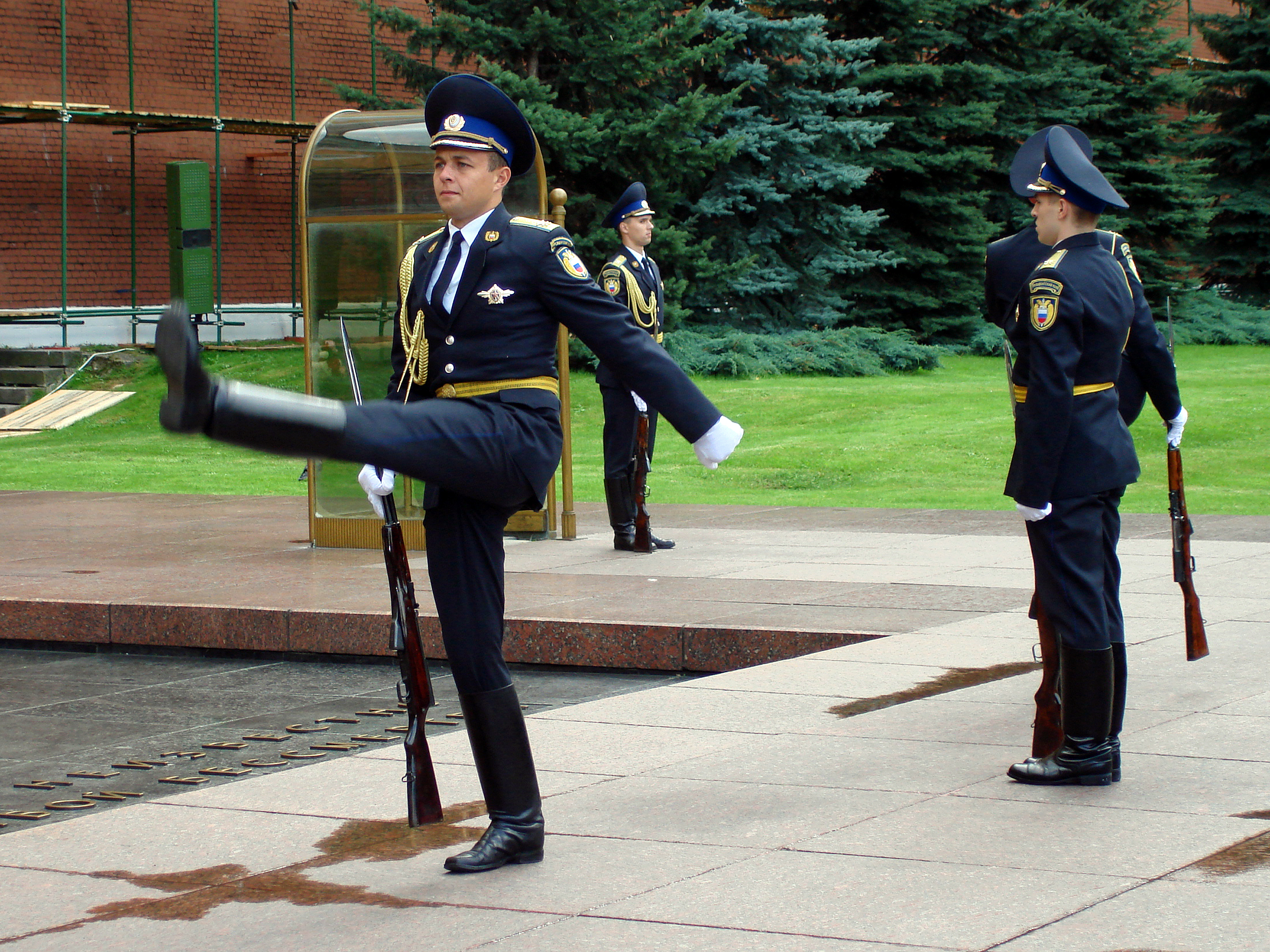
Vaktombyte vid den Okände soldatens grav, Moskva 2009.
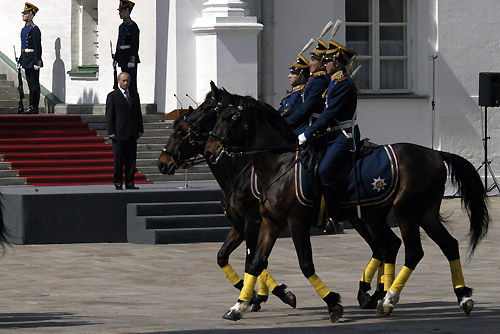
Beriden ceremonitrupp från Presidentens regemente.
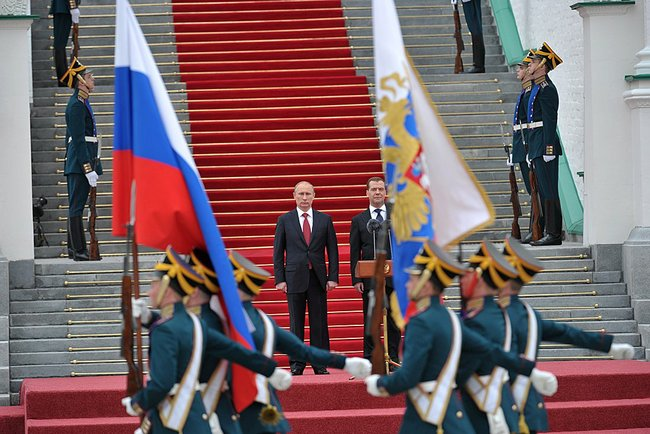
Förbimarsch vid Vladimir Putins installation som Rysslands president.